# Wielkopolskie Centrum Pediatrii

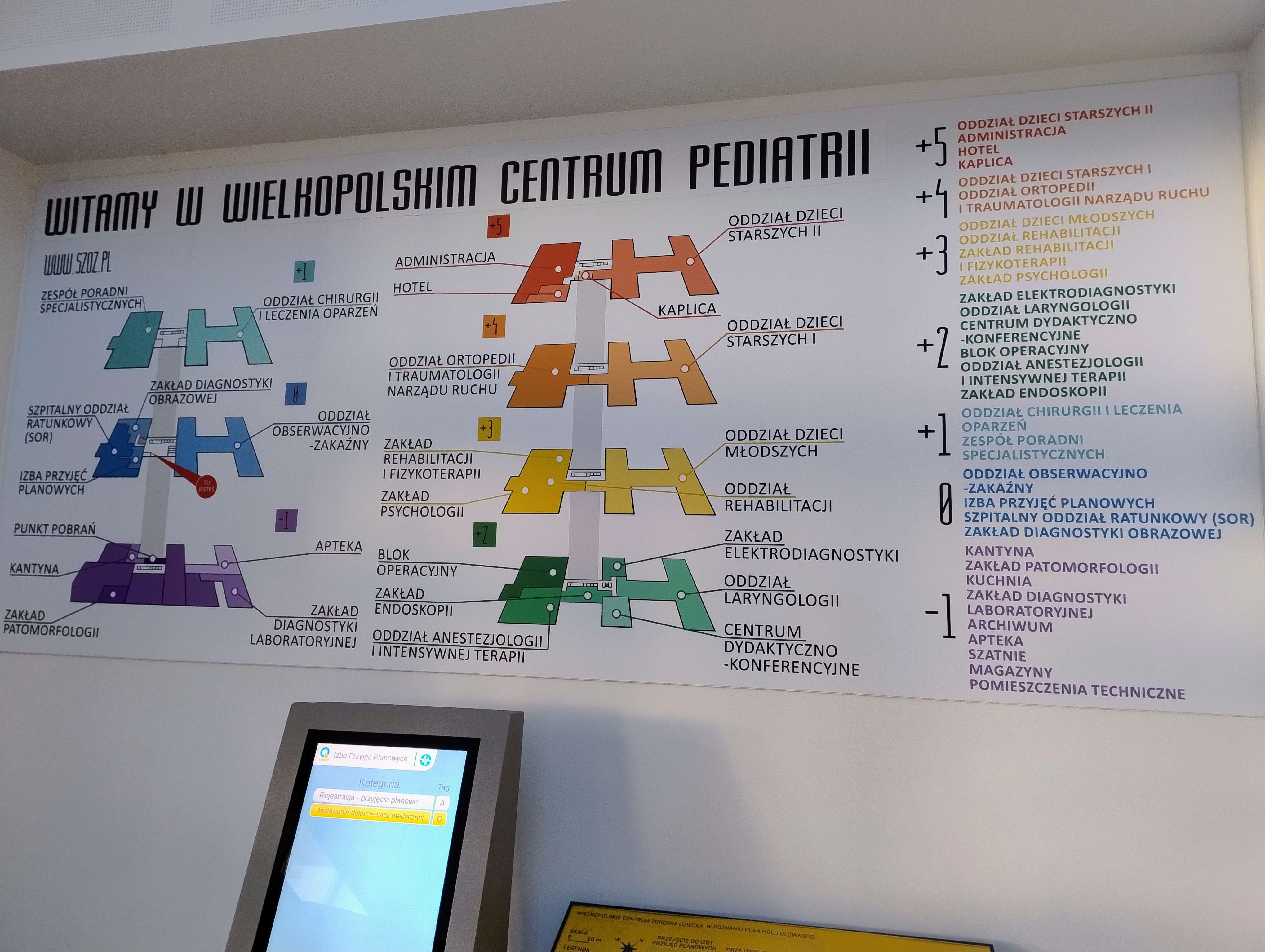
Plan WCP

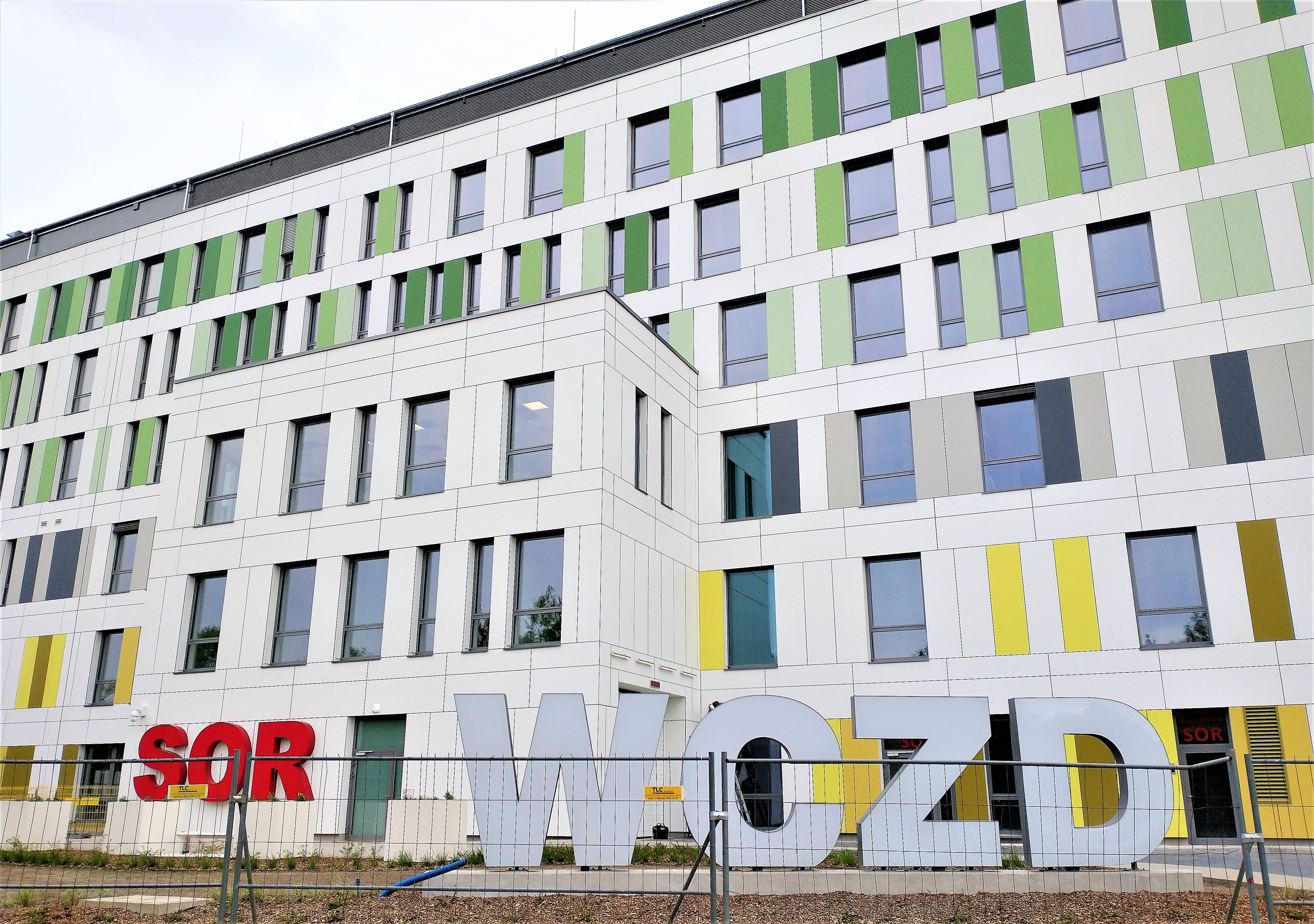
Oddział ratunkowy szpitala

Wielkopolskie Centrum Pediatrii (WCP), w 2022 Wielkopolskie Centrum Zdrowia Dziecka – zlokalizowany pomiędzy ulicami Wrzoska, Dojazd i Witosa na Winiarach w Poznaniu szpital pediatryczny, który jest najnowocześniejszym szpitalem dziecięcym w Polsce.

## Historia
Placówka medyczna zastąpić ma przestarzałe poznańskie lecznice dziecięce:
- Specjalistyczny Zespół Opieki Zdrowotnej nad Matką i Dzieckiem przy ul. Krysiewicza,
- Specjalistyczny Zespół Opieki Zdrowotnej nad Matką i Dzieckiem przy ul. Nowowiejskiego[1].

Pierwotnie rozważano dla nowego szpitala lokalizacje przy Wielospecjalistycznym Szpitalu Miejskim im. J. Strusia przy ul. Szwajcarskiej lub przy Hipodromie Wola. Miał on zostać zbudowany w drodze partnerstwa publiczno-prywatnego. Ostatecznie wybrano lokalizację przy ul. Wrzoska na Winiarach, pomiędzy już istniejącymi szpitalami: MSWiA oraz Wojewódzkim, gdzie w początku lat 60. XX wieku zarezerwowano tereny pod wielki kompleks szpitali różnych specjalizacji. W sprawie działki, na której stać ma lecznica toczył się proces sądowy pomiędzy skarbem państwa a Uniwersytetem Przyrodniczym w Poznaniu, co miało wpływ na opóźnienie się realizacji robót. Dopiero wygrana Skarbu Państwa umożliwiła przekazanie ziemi pod budowę obiektu.
W styczniu 2018 radni wielkopolskiego sejmiku wojewódzkiego podjęli uchwałę wprowadzająca korektę do budżetu, dzięki której budowa szpitala stała się możliwa. 17 października 2018, po pozytywnej opinii prezesa Urzędu Zamówień Publicznych, spółka województwa wielkopolskiego Szpitale Wielkopolski podpisała umowę na budowę obiektu z przedsiębiorstwem Warbud i przekazała wykonawcy plac budowy, na którym trzeba było wyciąć około 3000 drzew. 2 kwietnia 2019 w Brukseli komisarz Corina Crețu potwierdziła dotację unijną na budowę szpitala w wysokości 56 milionów euro. W marcu 2020 budowa osiągnęła stan surowy zamknięty, w marcu 2021 gotowa była elewacja, a we wrześniu 2021 wykańczano wnętrza i dokonywano odbiorów. 28 marca 2022 rozpoczęła pracę część administracyjna szpitala, a całość została stopniowo uruchomiona w kwietniu 2022.
Nazwa „Centrum Zdrowia Dziecka” jest zastrzeżona jako znak towarowy przez Instytut „Pomnik – Centrum Zdrowia Dziecka” w Warszawie, który uznając, że samorząd województwa wielkopolskiego naruszył prawo, złożył w tej sprawie pozew do sądu; w związku z tym poznański szpital w 2023 zmienił nazwę na Wielkopolskie Centrum Pediatrii. 

## Charakterystyka
Szpital położony na trzech hektarach ma dziewięć oddziałów (m.in. pierwszy w regionie wielkopolskim szpitalny oddział ratunkowy dla dzieci). Sale dla pacjentów są jednoosobowe, z miejscem dla opiekuna. W obiekcie znajduje się kilkanaście poradni specjalistycznych. Prawie cały sprzęt medyczny jest nowo zakupiony. Szpital ma siedem kondygnacji o powierzchni około 36.000 m², a obok niego usytuowano parking na 425 samochodów, tereny rekreacyjne i infrastrukturę towarzyszącą. 
Wartość tego projektu wyniosła łącznie 459.033.762,00 zł (237.055.731,67 zł pochodziło z Europejskiego Funduszu Rozwoju Regionalnego w ramach WRPO 2014-2020, 120.590.416,65 zł było wkładem własnym z budżetu województwa wielkopolskiego, a 101.387.613,68 zł stanowiły środki finansowe pochodzące z budżetu państwa).